# Vicario giudiziale
Nella Chiesa cattolica romana, un vicario giudiziale è un incaricato della diocesi che ha potestà ordinaria di giudicare casi nel tribunale ecclesiastico diocesano. 
Anche se il Vescovo diocesano può riservare alcuni casi a se stesso, il Vicario giudiziale e il vescovo titolare della diocesi sono un unico tribunale, il che significa che le decisioni del Vicario giudiziale non possono essere oggetto di ricorso al Vescovo diocesano, ma devono invece essere presentate ricorrendo al tribunale di appello. Il vicario giudiziale (o officialis) dovrebbe essere una persona diversa dal vicario generale, a meno che l'esiguità della diocesi o il numero limitato di casi suggeriscano il contrario (can. 1420 §1). Altri giudici assistono il Vicario giudiziale sia per decidere i casi di competenza del giudice unico o formando con lui una giuria presieduta dal Vicario o uno di loro. Il Vicario giudiziale può anche farsi assistere da aiutanti vicari giudiziari (o vice-officiales)
I Vicari giudiziali, i coadiuvanti, e altri giudici che presiedono i casi devono essere sacerdoti di buona reputazione, con almeno trenta anni di età, e devono essere in possesso di un dottorato o una licenza in diritto canonico (can. 1420 § 4). 
I Vicari giudiziali devono servire per un determinato periodo con un mandato a termine (can. 1422) e, a differenza di Vicari generali e Vicari episcopali, non cessano dall'incarico quando la diocesi è senza Vescovo (can. 1420 § 5), sia per la morte del vescovo, per dimissioni (accettate dal Pontefice), trasferimento o la privazione dell'ufficio (quando resa nota al Vescovo).